# المرياع (أسلم)

تعديل مصدري - تعديل

المرياع هي إحدى قرى عزلة أسلم الوسط بمديرية أسلم التابعة لمحافظة حجة، بلغ تعداد سكانها 161 نسمة حسب تعداد اليمن لعام 2004.